# Cathédrale Saint-Jean-Baptiste de Korhogo
Cette  cathédrale n’est pas la seule cathédrale Saint-Jean-Baptiste.
La cathédrale Saint-Jean-Baptiste de Korhogo est le siège épiscopal de l'archidiocèse de Korhogo en Côte d'Ivoire.

## Histoire
Mgr Émile Durrheimer SMA consacre en mars 1957 une nouvelle église vouée à saint Jean-Baptiste. C'est elle qui est choisie pour devenir cathédrale quand le nouveau diocèse de Korhogo est érigé.
La paroisse Saint-Jean-Baptiste de Korhogo a fêté ses 110 ans en 2015.